# Cephalophyes
Cephalophyes là một chi bướm đêm thuộc phân họ Olethreutinae, họ Tortricidae Tortricidae.

## Các loài
- Cephalophyes cyanura (Meyrick, 1909)
- Cephalophyes latens (Diakonoff, 1973)
- Cephalophyes porphyrea Diakonoff, 1973